# سندسفال دراغونز
سندسفال دراغونز (بالسويدية: Sundsvall Dragons) كان فريق كرة سلة سويدي للمحترفين تأسس في 7 مايو 1939 يقع مقره في سندسفال. كان يلعب في الدوري السويدي لكرة السلة. تم حل الفريق في سنة 2016

## الإنجازات
- الدوري السويدي لكرة السلة: 2

2008–09، 2010–11

## أبرز اللاعبين
من أبرز اللاعبين الذين لعبوا معه:
- ليام راش
- راي ويليس
- سكوتي بيببن